# Тагбиларан

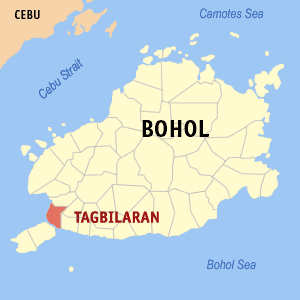
Положение Тагбиларана на карте острова Бохоль

Тагбиларан (таг. и англ. Tagbilaran) — административный центр провинции Бохоль на Филиппинах. Расположен в юго-западной части острова Бохоль напротив небольшого острова Панглао. Общая площадь — 32,7 км². Занимает 13 км береговой линии. Удален от Манилы, столицы Филиппин, на 630 км, и от города Себу — на 72 км.
Тагбиларан — это главные «ворота» островной провинции Бохоль. Его называют также «Городом дружбы», он признан одним из 8 филиппинских «городов мечты» (остальные семь — Самаль, Сан-Фернандо, Ла-Уньон, Себу, Илоило, Марикина, Нага, Калбайог, Суригао).

## История
До прихода испанцев на месте Тагбиларана существовало поселение, жители которого имели торговые контакты с Китаем и Малайзией. В 1565 году испанский конкистадор, исследователь и колонизатор, Легаспи и местный вождь Сикатуна, договорились о мире и сотрудничестве. Как город, Тагбиларан был основан 9 февраля 1742 года, когда был отделён от другого города, Баклайона. Город был занят американцами в период филиппинско-американской войны, и японцами — в период Второй мировой войны. С 1966 года он переведён правительственным указом в категорию крупных городов.
Значительным историческим событием этого города является так называемый «Кровный союз», когда Мигель Лопес де Легаспи остановился здесь по дороге с островов Камигуин в провинцию Бутуан с четырьмя кораблями. Сильный муссон и низкий отлив вынудил испанцев задержаться на побережье острова Бохоль, где и произошла их встреча с местными жителями. Капитан Легаспи и вождь Сикатуна выпили вина, в которое добавили свою кровь, сделав надрезы на руках, и таким образом заключили договор о братстве и мире. Событие отразил на своем полотне известный филиппинский живописец Хуан Луна. Впоследствии президент Филиппин, утвердил государственную награду — «Орден Сикатуны».
Другим значительным событием была битва при Убухане, где хорошо организованные и вооруженные японские оккупанты были изгнаны из провинции, благодаря упорству бохоланцев. Филиппинским войсками командовали Франсиско Саласар и Висенте Кубельо.

## Транспорт
Тагбиларанский аэропорт обслуживает три линии: Себу Пасифик, три рейса в день, Филиппинские авиалинии, три рейса в день, и Зест Эйруэйз, совершает один рейс в день до Манилы. До Манилы из Тагбиларана — час пути по воздуху.
Морской порт в Тагбиларане связан теснее всего с соседним островом Себу. До Себу — 1,5 часа пути. Суда совершают регулярные рейсы и в прочие районы страны. Внутри острова действует автомобильный транспорт (автобусы, автомобили, такси).

## Туризм
Центр провинции является опорным пунктом туризма, откуда организуются поездки в различные части острова Бохоль. Наиболее известные достопримечательности провинции — старинные церкви в самой столице и других населенных пунктах, «Шоколадные холмы», отличные пляжи и другие развлечения. Функционируют курорты, гостиницы и рестораны.
Ежегодно в июле празднуется Фестиваль Сандунго в честь союза Лопеса де Легаспи и Дату Сикатуны (См. выше).